# 威尔斯陨击坑
威尔斯陨击坑（Wells）是火星埃里达尼亚区的一座撞击坑，其中心坐标位于南纬59.94度、东经122.4度处，直径98.28公里（61.07英里）。该特征取名自英国著名小说家暨新闻记者、政治家赫伯特·乔治·威尔斯(1866年-1946年），1973年被国际天文联合会行星系统命名工作组批准接受。威尔斯是描述火星人入侵地球的科幻小说《世界大战》的作者。
威尔斯陨击坑位于克罗尼乌斯高原以西，并进入到希腊盆地东南坑洼的高地。

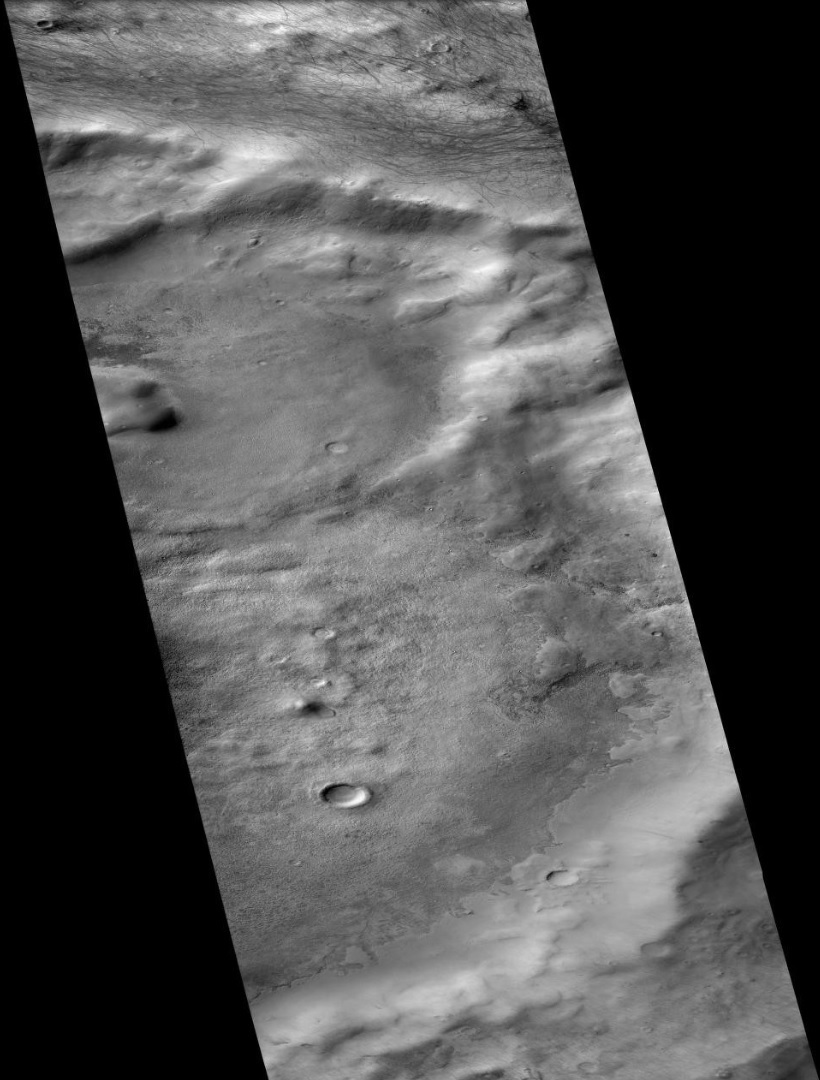
火星勘测轨道飞行器背景相机拍摄的威尔斯陨击坑东部。
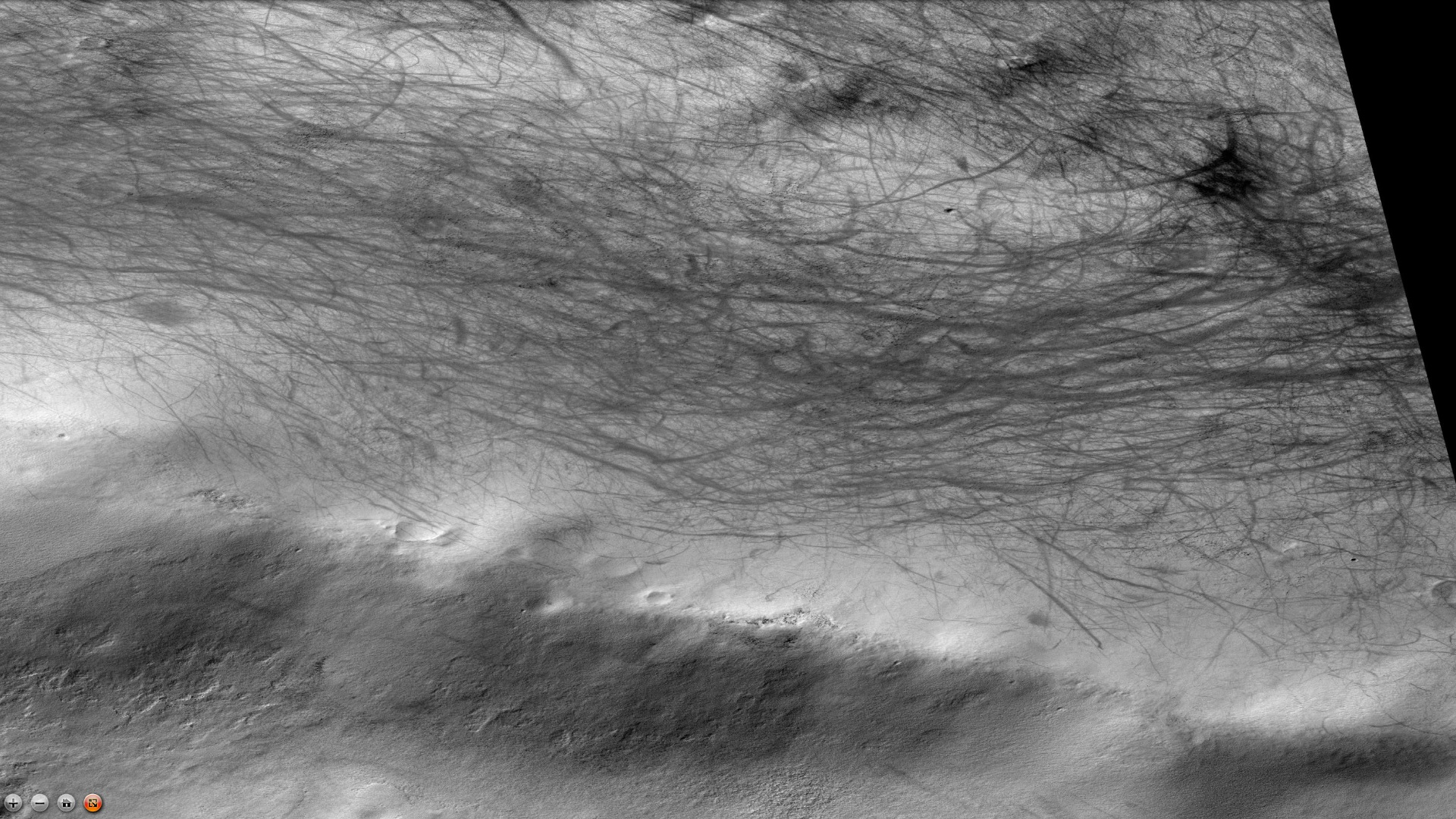
沿着边缘分布的尘暴痕迹，这是前面图像的放大。

## 另请查看
- 尘暴痕迹
- 火星地质
- 撞击事件
- 火星撞击坑
- 火星矿石资源
- 行星体系命名法